# Forge de Vrigne-aux-Bois
La forge de Vrigne-aux-Bois dite Forge Gendarme, est une forge située à Vrigne-aux-Bois, en France.

## Description
Parmi les bâtiments industriels subsistent aujourd'hui le haut fourneau, la forge et deux halles (où était emmagasiné le combustible), ainsi qu'à l'arrière des bâtiments, deux étangs sur les trois qui alimentaient le site.
À noter également, les logements ouvriers, et le château patronal est contemporain. Ils datent de 1825.

## Localisation
La forge est située sur la commune de Vrigne-aux-Bois, dans le département français des Ardennes.

## Historique
En 1817, Jean-Nicolas Gendarme demande à installer une forge à deux feux, pour la fabrication de boulets destinés à l'artillerie dans un ancien moulin, le moulin de Saint-Basle  détruit en 1791. En 1820, Gendarme formule une nouvelle demande pour établir un haut-fourneau sous l'étang de Saint-Basle, au lieu-dit le « Crahaï », sur le ruisseau de la Claire, à l'emplacement des vestiges d'un haut-fourneau plus ancien et en remplacement des deux feux de forge. Une ordonnance royale de 1824 l'autorise à établir ce haut-fourneau. Mais le maître de forges ne respecte pas sa demande et construit en fait son usine sur le ruisseau de la Vrigne, à l'emplacement d'un autre moulin acquis en 1813. Il fait creuser également les étangs destinés à l'alimenter. 
Ces bâtiments industriels sont complétés en 1820 par un logement patronal et en 1825 par un bâtiment de logements ouvriers (que les plans dénomment caserne). De grands tirants de fer sur le pignon nord portent encore l'inscription MG 1825. Le logement patronal a été transformé en école communale. Il est situé dans le village légèrement en hauteur, à l'est, avec d'anciennes écuries situées juste en face.
En 1845, Jean-Nicolas Gendarme décède. L'établissement est transmis à sa fille, Marie Marguerite, mariée à Florent louis Evain. En 1848, les quatre halles parallèles renferment encore une forge, avec un foyer d'affinerie au charbon de bois, deux fours à puddler, des marteaux-pilons, un haut fourneau et deux réserves à charbon de bois. Une scierie et deux bocards à crasse, à huit pilons chacun, sont installées dans les bâtiments à l'arrière. 
Au décès de Marguerite Gendarme-Evain, les installations sont mises en location. Elles sont utilisées de 1876 à 1935 par les familles  Petit, Dardenne et Creton, puis de 1935 à 1969, date de fermeture définitive, par la seule famille Creton. Des turbines et une machine à vapeur ont été installées. En 1985, une partie de la toiture de la halle de la forge s'est effondrée.
En 1851, le haut fourneau consommait annuellement 1 400 m3 de minerai de fer provenant des minières ardennaises proches et 5200 kilolitres de charbon de bois pris sur les propriétés boisées de la famille Evain-Gendarme. Il produisait 800 000 kg de fonte moulée et de plaques. La fonte moulée servait à la fabrication des fers à repasser et de boulets. Les plaques alimentaient la forge. La forge consommait 1080 kilolitres de charbon de bois et 850 000 kg de charbon venant de Liège et de Charleroi, pour transformer ces plaques en fer en barre, laminé et fendu dans l'établissement inférieur.
L'édifice est inscrit au titre des monuments historiques en 1991.